# Karlukken
De Karlukken, Karluken of Qarluq waren een historische federatie van Turkse steppenomaden in het vroegmiddeleeuwse Centraal-Azië.
De latere Ghaznaviden-heersers van Khorasan en Noord-India kwamen voort uit de gelederen van tot slaaf gemaakte Karlukken in dienst van de Samaniden.

## Geschiedenis
Rond 600 woonden de Karlukken ten noorden van het Balkasjmeer. Ze waren aanvankelijk van relatief ondergeschikt belang; zelfs Mahmud al-Kashgari noemt de Karlukken niet in de opsomming van de twintig Turkse stammen in de inleiding van zijn Diwān lughāt at-turk. Volgens Oeigoerse bronnen vormden ze rond 760 een tribale federatie van drie clans. Het werk Hudūd al-ʿĀlam vermeldt echter dat de Karlukken uit zeven stammen bestonden. Rond 700 woonden de Karlukken in wat later bekend werd als Dzjoengarije.
Na de val van het Tweede Turkse kanaat en de vervanging ervan in 745 door het Oeigoerse kanaat, verhuisden de Karlukken geleidelijk van het Changajgebergte en Altaj naar het oostelijke uiteinde van het Balkasjmeer en verder het Zevenstromenland in. Vanaf 744 was er sprake van een "rijk van de Karlukken", dat voornamelijk gebaseerd was op de rijke Sogdische steden van het Zevenstromenland. Omdat het Ötükengebergte, een heilige plaats voor de Turken, zich op hun grondgebied bevond, zagen zij zichzelf als de opvolgers van het voormalige Rijk der Göktürken. 
Rond 766 vervingen de Karlukken de toen overheersende Türgesh als de hogere klasse van nomaden in Turkestan en bezetten ze de steden Suyāb (de voormalige hoofdstad van de Türgesh) en Tarāz. Ze kregen ook invloed in Ferghana. De Karlukken domineerden dus de gebieden tussen Altaj en Syr Darya en dreven de Oğuzen verder naar het westen naar het Aralmeer, maar stonden nog steeds onder de suprematie van de Oeigoeren.
In 791/792 werden de Karlukken beschouwd als bondgenoten van de Tibetanen en probeerden samen met hen de controle over Oost-Turkestan te verwerven, maar werden verslagen door de Oeigoeren. Er waren ook verschillende allianties en veldslagen tegen de Arabieren in Centraal-Azië, b.v. steunden zij de Mukanna-opstand rond 776. Rond 800 vestigden de Karlukken zich in het Zevenstromenland. Uiteindelijk, na een massale campagne van de Oeigoerse kan Qut Bulmish (reg. 808-821, hij bereikte de Syr Darya en vocht daar tegen de Arabieren), werden de Karlukse gebieden in 820/821 opgenomen in het Oeigoerse rijk. Maar al in 840 werden ze weer onafhankelijk en konden ze zich sommige gebieden van Oost-Turkestan toe-eigenen.
Zoals gebruikelijk onder nomaden in die tijd, hadden de Karlukken twee gezamenlijk regerende vorsten over hen: de "Arslan Qara Khaqan" in het oosten en de "Bugra Qara Qagan" in het westen. De westelijke deelheerser Oghulchak Kadir Khan voerde bijvoorbeeld oorlog tegen de Samaniden (893, 903-904). In 893 werd hij verslagen door Ismail I (reg. 892-907), die oprukte naar de Talas en veel gevangenen nam. Veel Karlukken werden tot slaaf gemaakt, bekeerden zich tot de islam en dienden vervolgens de Samaniden als militaire en hofslaven (ghulām). De latere Ghaznaviden-heersers van Chorasan en Noord-India kwamen voort uit de gelederen van deze militaire slaven. Ook de heersende dynastie van de Karachaniden, die in de 11e en 12e eeuw Centraal-Azië domineerde, wordt vaak teruggevoerd tot een tak van de Karlukken.
- Library of Congress Control Number: sh85071655
- Nationale Bibliotheek van Israël: 987007541067105171
- TDVİA: karluklar